# Brassens avant Brassens
Brassens avant Brassens est un récit biographique écrit par Émile Miramont sur son ami, l'auteur-compositeur-interprète Georges Brassens.

## Introduction
Émile Miramont, dit Corne d'aurochs  est l'un des amis d'enfance les plus connus de Brassens. Le chanteur brocarda gentiment son ami dans l'une des premières chansons qu'il enregistra, Corne d'aurochs . Pourtant Miramont est tourangeau né un an après Brassens et arrive à Sète quand il a huit ans. Amitié immédiate qui durera jusqu'à la mort du chanteur. Puis Émile Miramont ira se retirer à Lombez, dans le Gers. 
Quand en 1930 ils se rencontrent à Sète, ils ont huit-neuf ans et sont toujours ensemble. Georges est alors un garçon plutôt espiègle qui donne des surnoms à tout le monde, Miramont sera successivement le Tube, Corne de Roc transformé en Corne d'aurochs. Ils se retrouvent à Paris quand Georges se planque chez Jeanne pour échapper au STO service du travail obligatoire. Il rêve d'entendre les chansons qu'il compose interprétées par les artistes alors en vogue. Mais le succès, ou tout au moins une certaine reconnaissance tarde à venir et il est obligé d'aller travailler quelque temps chez Renault. C'est toute cette époque d'un Brassens méconnu que Miramont nous raconte, avec les personnages qu'on retrouvera un jour dans ses chansons : l'Auvergnat bien sûr, Jeanne et sa cane, le bricoleur, la traîtresse, Jo l'Amazone qui lui inspira plusieurs chansons dont P... de toi... 4
De la maison familiale de la rue de l'Hospice à Sète (devenue pour sa partie haute la rue Georges Brassens) jusqu'à la rencontre avec Patachou en 1952, ce sera le temps des vaches maigres auxquelles Brassens s'accommode sans trop d'efforts dans un immédiat après-guerre plutôt morose en France jusqu'aux premières marches qui le mèneront copiner avec Les Trompettes de la renommée.

## Présentation et synthèse
Émile Miramont nous peint un Brassens adolescent, rêveur qui goûte peu l'école, les copains et les filles, son éveil à la poésie et à la chanson, et cette affaire bénigne, cette histoire de petits larcins qui l'a pourtant marqué et lui laissera le goût amer de la mauvaise réputation. C'est à la suite de ça -et le renvoi du collège de tous les protagonistes de l'affaire- qu'il s'éloigne de Sète, rejoint l'appartement de sa tante Antoinette Dagrosa rue d'Alésia à Paris où il trouvera  -quelle aubaine- un piano et fera la connaissance de l'une des amies de sa mère, Jeanne Le Bonniec, une bretonne têtue qui se mariera avec Marcel Planche, l'Auvergnat de la chanson.
Il y restera longtemps dans cette impasse Florimont où, tout démunis qu'ils étaient tous les trois dans la maisonnette sans commodités, Brassens a été heureux, chouchouté par Jeanne comme une mère poule... jalouse. L'homme aux cheveux longs -ce n'était pas vraiment la mode à l'époque mène plutôt une vie de 'poète maudit', fréquente les milieux anarchistes, sera même un temps rédacteur en chef d'un journal anarchiste Le Libertaire, se veut plutôt auteur-compositeur que chanteur et il faudra toute la pression de ses amis d'enfance Roger Thérond et André Laville pour qu'il accepte de les accompagner jusqu'au cabaret de la chanteuse-meneuse Patachou. 

La carrière de Georges Brassens peut commencer.